# Бельроуз-Террас (Нью-Йорк)
Бельроуз-Террас (англ. Bellerose Terrace) — переписна місцевість (CDP) в США, в окрузі Нассау штату Нью-Йорк. Населення — 2329 осіб (2020).

## Географія
Бельроуз-Террас розташований за координатами 40°43′20″ пн. ш. 73°43′31″ зх. д. / 40.72222° пн. ш. 73.72528° зх. д. (40.722147, -73.725146).  За даними Бюро перепису населення США в 2010 році переписна місцевість мала площу 0,32 км², уся площа — суходіл.

## Демографія
Згідно з переписом 2010 року, у переписній місцевості мешкало 2198 осіб у 633 домогосподарствах у складі 544 родин. Густота населення становила 6810 осіб/км².  Було 665 помешкань (2060/км²).
Расовий склад населення:
| - 49,5 % — білих - 28,1 % — азіатів - 8,4 % — чорних або афроамериканців - 0,1 % — корінних американців - 10,4 % — осіб інших рас |

До двох чи більше рас належало 3,5 %. Частка іспаномовних становила 25,8 % від усіх жителів.
За віковим діапазоном населення розподілялося таким чином: 24,1 % — особи молодші 18 років, 66,8 % — особи у віці 18—64 років, 9,1 % — особи у віці 65 років та старші. Медіана віку мешканця становила 37,0 року. На 100 осіб жіночої статі у переписній місцевості припадало 98,2 чоловіків;  на 100 жінок у віці від 18 років та старших — 89,5 чоловіків також старших 18 років.
Середній дохід на одне домашнє господарство  становив 116 506 доларів США (медіана — 96 538), а середній дохід на одну сім'ю — 114 758 доларів (медіана — 103 942). Медіана доходів становила 56 429 доларів для чоловіків та 50 769 доларів для жінок. За межею бідності перебувало 2,3 % осіб, у тому числі 0,0 % дітей у віці до 18 років та 8,2 % осіб у віці 65 років та старших.
Цивільне працевлаштоване населення становило 1063 особи. Основні галузі зайнятості: освіта, охорона здоров'я та соціальна допомога — 26,3 %, науковці, спеціалісти, менеджери — 15,1 %, мистецтво, розваги та відпочинок — 11,9 %, транспорт — 11,0 %.